# 孔丘科斯區
孔丘科斯區（西班牙語：Distrito de Conchucos），是秘魯的一個區，位於該國北部安卡什大區的帕亞斯卡省，始建於1918年12月16日，面積585.24平方公里，海拔高度3,180米，2005年人口7,660，人口密度為每平方公里13人。